# Баррозу, Густаву
Густаву Адольфу Луис Додт да Кунья Баррозу (порт. Gustavo Adolfo Luiz Dodt da Cunha Barroso; 29 декабря 1888, Форталеза, Сеара — 3 декабря 1959, Рио-де-Жанейро) — бразильский политический деятель, юрист и писатель. Один из основоположников бразильского интегрализма и один из главных проповедников антисемитизма в Бразилии. Директор национального исторического музея Бразилии, один из лидеров Бразильского интегралистского действия. Известен своей критикой «нацизма-по-Гитлеру» и высказываниямиː
Рано или поздно, по своей закоренелой привычке, евреи закатят рукава, и тогда станет ясно, кто был прав. То, что происходит между нами, происходит более или менее везде, за исключением Германии, где нация осознает проблему. Однако, по нашему мнению, Гитлер совершает ошибку в своей антиеврейской кампании. Он борется с евреями во имя арийского расизма. Теперь, поскольку евреи являются главными расистами, бороться с ними их же методами невозможно, только антирасизмом. С чем нужно бороться, так это с еврейским превосходством. Во имя христианских принципов, проповедующих равенство всех людей, мы боремся с людьми, которые объявляют себя избранными и высшими.

## Детство, юность и ранняя карьера

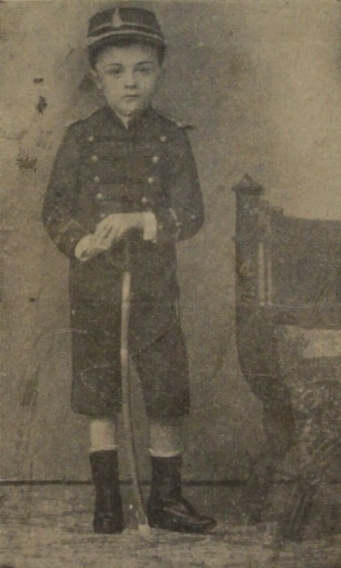
Баррозу в военной форме, в 5 лет, 1894 год

Густаву родился в Форталезе, в семье Антониу Филинто Баррозу и Аны Додт Баррозу, был немцем по матери, которая была родом из Вюртемберга. Учился в простых школах, позже учился на юриста, в Федеральныом университетом Рио-де-Жанейро, успешно окончив его в 1911 году. После получения образования, его социалистические политические симпатии дрейфовали в сторону консерватизма, с годами преобразовавшись в интегрализм, расизм и около-нацизм.
Занимал должность министра внутренних дел и юстиции, изберался в Национальный конгресс Бразилии. После конца Первой мировой войны, входил в состав бразильской делегации на Парижской мирной конференции 1919 года.

## Политическая карьера как ультраправого и поздние годы
В 1933 году Баррозу вступил в ультраправую религиозную Бразильское интегралистское действие. Вскоре он возглавил радикальную антиеврейскую фракцию в интегралистском действии. Затем возглавлял Бразильскую милицию интегралистского действия с 1934 по 1936 год, которая был фактическим аналогом чернорубашечников и штурмовых отрядов. Затем назначен в Верховный совет партии. Будучи исскусным писателем, он занимался распространением идей партии. Его полемические работы включали множество антисемитских книг и газетных статей в журналах Fon-Fon и Século XX.
Политические разногласия внутри партии привели к конфликту между её более умеренным, ориентированным на конституционные принципы лидером Плиниу Сальгаду и радикально настроенным Густаво Баррозу. Сальгаду, считая взгляды Баррозу слишком экстремистскими и потенциально угрожающими репутации движения, принял решение временно ограничить его влияние. В результате Баррозу был отстранён от работы в партийной газете A Ofensiva на шесть месяцев.
Несмотря на это, Баррозу не отказался от своих радикальных антисемитских убеждений. Он продолжил продвигать их другими способами, включая перевод на португальский язык печально известных Протоколов сионских мудрецов, широко использовавшихся для разжигания антисемитских настроений. Более того, он открыто выступал с предложениями по созданию концентрационных лагерей, что свидетельствовало о его приверженности крайне радикальной идеологии.
После установления диктатуры под руководством Жетулиу Варгаса в 1938 году, Баррозу оказался в центре политических репрессий. После попытки насильственного захвата власти, организованной движением Бразильских интегралистов, он был арестован, а сама партия запрещена. Однако ввиду недостатка доказательств его непосредственного участия в перевороте дело так и не дошло до суда, и Густаво избежал судебного преследования.

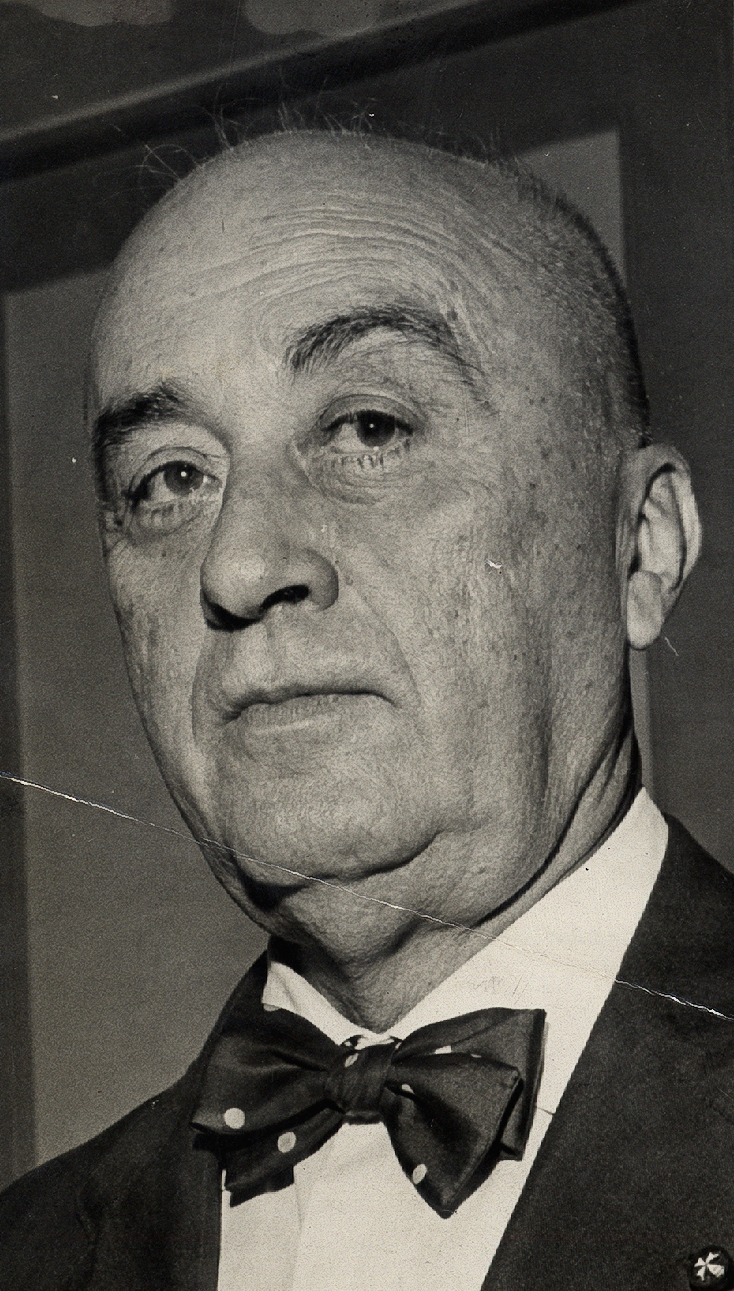
Баррозу в 1958 году в возрасте 69 лет

После этих событий он постепенно отошёл от активной политической деятельности и в начале пятидесятых годов начал признавать позднюю конституционную власть Жетулиу Варгаса. В этот период он получил дипломатические назначения, став специальным посланником Бразилии в Уругвае, в 1952 и в Перу, в 1954.
Баррозу скончался в возрасте 70 лет в Рио-де-Жанейро. Его имя сохранилось в истории крайне правой, и он был отмечен как видный интеллектуал в одной из публикаций, перечисляющих наиболее значимых праворадикальных активистов мира. В его родном городе Форталеза его имя носит Музей Густаво Баррозу, что свидетельствует о его культурном и историческом наследии.